# Magnus Gustafsson (fotbollsspelare)
Per Magnus Gustafsson, född 24 januari 1967 i Göteborg, är en svensk före detta fotbollsspelare (anfallare). Han blev svensk mästare med IFK Göteborg 1993 och 1994, men var även långvarig trotjänare hos lokalkonkurrenten Gais.

## Karriär
Gustafsson var med och spelade upp Gais till allsvenskan 1988, och gjorde i säsongspremiären 1988 klubbens första mål i högsta serien sedan 1975. Säsongen därpå blev han klubbens skyttekung med sju mål när Gais tog lilla silvret (tredjeplats) i allsvenskan 1989, klubbens första medalj sedan 1974.
Gustafsson blev stor hjälte i Gais när han gjorde två mål mot rivalen IFK Göteborg i derbyt i juli 1992, då Gais vann med 3–0. Gais ramlade dock ur serien, och efter säsongen flyttade han till just IFK, där han stannade åren 1993–1995 och tog två SM-guld med klubben, dock utan att få särdeles mycket speltid. Sedan följde två säsonger i IFK Norrköping innan han återvände till Gais.
Han avslutade sin aktiva karriär 2001, och blev därefter tränare i Lindome GIF.